# Saison 5 de Cold Case : Affaires classées
Chronologie
Saison 4 Saison 6
Cet article présente le guide de la cinquième saison de la série télévisée américaine Cold Case : Affaires classées.
Elle ne comporte que 18 épisodes à cause de la Grève de la Writers Guild of America de 2007.

## Distribution de la saison

### Acteurs principaux
- Kathryn Morris (V. F. : Stéphanie Lafforgue) : Lillian « Lilly » Rush
- Danny Pino (V. F. : Xavier Fagnon) : Scotty Valens
- John Finn (V. F. : Jean-Luc Kayser) : John Stillman
- Jeremy Ratchford (V. F. : Bruno Dubernat) : Nick Vera
- Thom Barry (V. F. : Gérard Dessalles) : Will Jeffries
- Tracie Thoms (V. F. : Ilana Castro) : Kat Miller

### Acteurs récurrents et invités
- Melissa Leo : Tanya Raymes en 1994/2007 (épisode 1)
- Raphael Sbarge : Henry Raymes en 1994/2007 (épisode 1)
- Mackenzie Phillips : Sheila Swett en 1998/2007 (épisode 2)
- Robyn Lively : Miriam Gunden en 2006/2007 (épisode 3)
- Shailene Woodley : Sarah Gunden en 2006/2007 (épisode 3)
- Darby Stanchfield : Melissa Canter en 1989 (épisode 5)
- Joelle Carter : Kylie Cramer en 1989 (épisode 5)
- Michael B. Jordan : Michael Carter en 2002/2007 (épisode 6)
- Bellamy Young : Audrey Metz en 1938 (épisode 7)
- Lawrence Pressman : Robert Metz en 2007 (épisode 7)
- Ralph Waite : Felton Metz en 2007 (épisode 7)
- Tuc Watkins : Felton Metz en 1938 (épisode 7)
- Sonja Sohn : Toni Halstead (épisode 7)
- Elisabeth Harnois : Janey Davis en 1963 (épisode 9)
- Michael Constantine : Archie Randall en 2007 (épisode 9)
- Nikki Deloach : Tess "Tessie" Bartram en 1982 (épisode 10)
- Michele Greene : Tess "Tessie" Bartram en 2007 (épisode 10)
- Justin Hartley : Michael "Mike" Delaney en 1982 (épisode 10)
- Kim Coates : Alessandro Rossilini en 1999/2003/2008 (épisode 12)
- Timothy Omundson : Luke Ross / Luciano Rossilini en 2008 (épisode 12)
- Johnny Lewis : Truitt Leland en 1998 (épisode 13)
- Ryan Lane : Andrew "Andy" Rierdan en 2006 (épisode 14)
- Paul Wesley : Peter "Pete" Murphy en 2008 (épisode 16)
- John Pyper-Ferguson : Peter "Pistol Pete" Doyle en 1997 (épisode 16)
- Bobby Cannavale : Eddie Saccardo (épisode 16)
- Maury Sterling : Tommy Connell en 1997 (épisode 16)
- Emily Rose : Nancy Patterson en 1962 (épisode 17)
- Brea Grant : Liza West (épisode 17)
- Ronny Cox : Daniel Patterson en 2008 (épisode 17)
- Frances Fisher : Rachel Patterson en 2008 (épisode 17)
- Nicholle Tom : Priscilla Chapin en 2005/2008 (épisode 18)
- Julio Oscar Mechoso : Victor Martinez en 2005/2008 (épisode 18)

## Épisodes

### Épisode 1:Le Mal triomphe
- États-Unis /  Canada : 23 septembre 2007 sur CBS / CTV

- États-Unis : 12,75 millions de téléspectateurs[1] (première diffusion)

- Jeremy Shada (Jack Raymes)
- Drake Johnston (George Russo)
- John Reaves (Sean Costley)
- Keaton Tyndall (Heidi Jenner, 1994)
- Adria Tennor (Heidi Jenner, 2007)
- Andrew James Allen (Teddy Nimmo, 1994)
- Nicholas Downs (Dylan Noakes, 1994)
- Kirk Acevedo (Dylan Noakes, 2007)
- Melissa Leo (Tanya Raymes)
- Raphael Sbarge (Henry Raymes)
- Jack Conley (Détective Joe Connelly)
- Mark Rolston (Ari Gordon)
- Zylan Brooks (Jade Diaz)
- M.J.Karmi (Myrna Nimmo)
- Hamilton Mitchell (Job)
- Courtenay Taylor (Hooker)

Toutes des chansons du groupe Nirvana :
- Come As You Are
- Something In The Way
- Heart Shaped Box
- Drain You
- Lithium
- If You Must
- Stay Away
- All Apologies

### Épisode 2:Cœurs patients
- États-Unis : 30 septembre 2007

- États-Unis : 13,70 millions de téléspectateurs[2] (première diffusion)

- Kayla Mae Maloney (Carrie Swett)
- Matt Funke (Jerry Wood, 1998)
- Keith Britton (Jerry Wood, 2007)
- Christina Stacey (Laurie Wu, 1998)
- Carmen M. Herlihy (Laurie Wu, 2007)
- Jerry Shea (Manny Kim, 1998)
- Randall Park (Manny Kim, 2007)
- Raviv Ullman (Phil DiPreta, 1998)
- Chris Emerson (Phil DiPreta, 2007)
- Hallee Hirsh (Tina Quinn, 1998)
- Sarah Utterback (Tina Quinn, 2007)
- Ken Magee (Wally Peranski)
- Shane McRae (Nathan O'Donnell)
- Mackenzie Phillips (Sheila Swett)
- Mark Rolston (Ari Gordon)

- Black Balloon - Goo Goo Dolls
- Closing Time - Semisonic
- Last Goodbye - The Mains
- Torn - Natalie Imbruglia
- Counting Blue Cars - Dishwalla
- Sex and Candy - Marcy Playground
- I Will Buy You a New Life - Everclear

### Épisode 3:Le Monde extérieur
- États-Unis : 7 octobre 2007

- États-Unis : 13,02 millions de téléspectateurs[3] (première diffusion)

- Mackenzie Mauzy (Anna Gunden)
- Robyn Lively (Miriam Gunden)
- Shailene Woodley (Sarah Gunden)
- Chip Joslin (Mose Wagler)
- Ashlee Gillespie (Rachel Wagler)
- Patricia Bethune (Docteur Penny Davoren)
- James Ingersoll (Phil Corado)
- Christopher Shand (Jakob Beachy)
- Sean Wing (Vince Patrielli)

- Breakaway - Kelly Clarkson
- Other Side Of The World - KT Tunstall
- Sing, Theresa Says - Greg Laswell (en)
- Stars and Boulevards - Augustana
- New Friend Request - Gym Class Heroes
- Suddenly I See - KT Tunstall
- Unwritten - Natasha Bedingfield

### Épisode 4:La Musique du Diable
- États-Unis : 14 octobre 2007

- États-Unis : 13,88 millions de téléspectateurs[4] (première diffusion)

- James Snyder (Bingo Zohar)
- Brandon O'Neil Scott (Arthur "Aces" Brown, 1953)
- Cal Gibson (Arthur "Aces" Brown, 2007)
- Grant Alan (J.P. Valentine, 1953)
- Peter White (J.P. Valentine, 2007)
- Danielle Bisutti (Juliana Valentine, 1953)
- Diana Douglas (Juliana Valentine, 2007)
- Caon Mortenson (Lloyd Jordan, 1953)
- James Otis (Lloyd Jordan, 2007)
- Alexis Wolfe (Miranda Allison, 1953)
- Jennifer Rhodes (Miranda Allison, 2007)
- Wiley Pickett (Ed Valentine)

- Can't Help Falling In Love - Elvis Presley
- Noodlin' Rag - Perry Como & The Fontaine Sisters
- Sixty Minute Man - Billy Ward & The Dominoes
- Bloodshot Eyes - Wynonie Harris
- Dimples and Cherry Cheeks - Tex Beneke

### Épisode 5:Complices
- États-Unis : 21 octobre 2007

- États-Unis : 11,69 millions de téléspectateurs[5] (première diffusion)

- Monet Mazur (Margot Chambers / Chandler / Keller / Kentworth)
- Joelle Carter (Kylie Cramer, 1989)
- Daphne Ashbrook (Kylie Cramer, 2007)
- Justin Bruening (Spencer Mason, 1989)
- Rodney Rowland (Spencer Mason, 2007)
- Darby Stanchfield (Melissa Canter, 1989)
- Roxana Brusso (Abby Santos)

En 1989, une femme inconnue est retrouvée dans un quartier mal famé avec une balle dans la tête. Elle survit si on ne touche pas à la balle mais reste dans le coma. Aujourd'hui, elle vient de mourir des suites de sa blessure. Grâce à des implants mammaires que possédait la victime, on retrouve le chirurgien qui les a implantés, un certain Dr Jeremy Fincher, originaire de Cherry Hill dans le New Jersey. Celui-ci arrive à l'identifier, la victime était Margot Chambers, une membre de son country-club.
- One More Try - George Michael
- Don't You Want Me - The Human League
- Sacrifice - Elton John
- I Drove All Night - Cyndi Lauper
- Lips Like Sugar - Echo & The Bunnymen
- All She Wants Is - Duran Duran

### Épisode 6:Le Dessous des cartes
- États-Unis : 28 octobre 2007

- États-Unis : 11,78 millions de téléspectateurs[6] (première diffusion)

- Maestro Harrell (Terrence Carter)
- Michael B. Jordan (Michael Carter)
- James Moses Black (Gerald Carter)
- Sandi McCree (Cheryl Carter)
- John Lafayette (Augustin Bennett)
- Patricia Bethune (Dr. Penny Davoren)

- Natural Blues - Moby
- Won - The Beta Band
- Speak Your Peace - Terry Callier
- The Clipse - 3Grindin
- Clint Eastwood - Gorillaz
- Superstylin - Groove Armada

### Épisode 7:La Fin du monde
- États-Unis : 4 novembre 2007

- États-Unis : 13,89 millions de téléspectateurs[7] (première diffusion)

- Bellamy Young (Audrey Metz)
- Tuc Watkins (Felton Metz, 1938)
- Ralph Waite (Felton Metz, 2007)
- Chip Hormess (Robert "Dobber" Metz, 1938)
- Lawrence Pressman (Robert Metz, 2007)
- Serah D'Laine (Penny Centavo, 1938)
- Julianna McCarthy (Penny Centavo, 2007)
- Jonathan Scarfe (Will Paige, 1938)
- Peter Haskell (Will Paige, 2007)
- Ari Zagaris (Elmer Gibbins, 1938)
- Len Lesser (Elmer Gibbins, 2007)
- James Sharpe (Buzz Moran)
- Sonja Sohn (Toni Halstead)

- Always - Frank Sinatra
- Moonlight Serenade - Glenn Miller & His Orchestra
- It's Easy to Remember - Bing Crosby
- Always - Ralph Flanagan
- Jumpin' At the Woodside - Count Basie & His Orchestra
- You Can't Pull the Wool Over My Eyes - Benny Goodman
- Begin the Beguine - Artie Shaw

### Épisode 8:Dans la fosse
- États-Unis : 11 novembre 2007

- États-Unis : 12,78 millions de téléspectateurs[8] (première diffusion)

- Justin Martin (Shemar Reynolds)
- Steve Walsh Jr (Malick, 1986)
- Jamie Walker (Malick, 2003/2007)
- Cleavant Derricks (Lloyd)
- Janet DuBois (Edna Johnson)
- Aisha Hinds (Lorraine Henderson)
- Bob Morrisey (Dr. Ben Breslyn)
- Kevin Ramsey (Wilford Grimes)
- Sy Richardson (Byron)

- You're Gonna Make It - KJ-52
- Put Your Records On - Corinne Bailey Rae
- Get Em High - Kanye West (feat. Common & Talib Kweli)
- The People - Common
- Undeniable - Mat Kearney

### Épisode 9:Garçon manqué
- États-Unis : 18 novembre 2007

- États-Unis : 14,12 millions de téléspectateurs[9] (première diffusion)

- Linsey Godfrey (Samantha "Sam" Randall)
- Michael Oberlander (Archie Randall, 1963)
- Michael Constantine (Archie Randall, 2007)
- Jonathan Keltz (Dominic "Dom" Barron, 1963)
- David Selby (Dominic "Dom" Barron, 2007)
- Elisabeth Harnois (Janey Davis, 1963)
- Leigh Rose (Janey Davis, 2007)
- John Patrick Jordany (Red Buckley, 1963)
- Wings Hauser (Red Buckley, 2007)
- Mark Rolston (Ari Gordon)
- Lelia Goldoni (Infirmière Polly Lenonard)

- Everybody Loves Me But You - Brenda Lee
- The End Of The World - Skeeter Davis
- You've Really Got A Hold On Me - The Miracles
- Big Girls Don't Cry - Frankie Valli & The Four Seasons
- Walk Like A Man - Frankie Valli & The Four Seasons
- Runaround Sue - Dion
- He's A Rebel - The Crystals

### Épisode 10:Justice
- États-Unis : 25 novembre 2007

- États-Unis : 12,98 millions de téléspectateurs[10] (première diffusion)

- Justin Hartley (Michael "Mike" Delaney)
- Clint Carmichael (Jason McNulty, 1982)
- Mark Hutter (Jason McNulty, 2007)
- Jack Weber (Jimmy Bartram, 1982)
- Brian Poth (Jimmy Bartram, 2007)
- Annie Campbell (Karin Hensley, 1982)
- Elizabeth Sampson (Karin Hensley, 2007)
- Kristin Proctor (Maggie Lafferty, 1982)
- Diane Delano (Maggie Lafferty, 2007)
- Betsy Beutler (Regina "Regie" Kunze, 1982)
- Deirdre Lovejoy (Regina "Regie" Kunze, 2007)
- Nikki Deloach (Tess "Tessie" Bartram, 1982)
- Michele Greene (Tess "Tessie" Bartram, 2007)
- Eve Gordon (Melinda Levy, 2007)

- Save A Prayer - Duran Duran
- Love My Way - The Psychedelic Furs
- Secrets - The Cure
- Love Will Tear Us Apart - Joy Division
- Sister Europe - The Psychedelic Furs
- Space Age Love Song - A Flock Of Seagulls

### Épisode 11:Famille 8108
- États-Unis : 9 décembre 2007

- États-Unis : 11,57 millions de téléspectateurs[11] (première diffusion)

- Ian Anthony Dale (Raymond "Ray" Takahashi)
- Sean Davis (Eugene 'Skip' Robertson, 1942-1945)
- Jerry Douglas (Eugene 'Skip' Robertson, 2007)
- Ron Yuan (Shinji Nakamura, 1944-1945)
- Keone Young (Shinji Nakamura, 2007)
- Mia Korf (Evelyn Takahashi)
- Patti Yasutake (Barbara Takahashi)
- Erin Cottrell (Marianne Clayton)

- When the Lights Go On Again (All Over the World) - Vaughn Monroe
- Whispering Grass (Don't Tell the Trees) - The Ink Spots
- Praise the Lord and Pass the Ammunition! - Kay Kyser
- This Is No Laughing Matter - Glenn Miller
- The White Cliffs of Dover - Vera Lynn
- Boogie Woogie Bugle Boy - The Andrews Sisters

### Épisode 12:La Ballade de John Henry
- États-Unis : 6 janvier 2008

- États-Unis : 10,96 millions de téléspectateurs[12] (première diffusion)

- Ryan Kelley (Curt Fitzpatrick)
- James Ferris (John Wojciechowski)
- Chris Butler (Roderick Poole)
- Kim Coates (Alessandro Rossilini)
- Timothy Omundson (Luke Ross / Luciano Rossilini)
- Judyann Elder (Cécilia)

- Kelly Gould (Mia Ross)
- Kate Jennings Grant (Beth Ross)
- John Hillner (Gene Schmidt)
- Bob Koherr (Carl Baxter)
- Alexis Krause (Gina Costello)
- Roberto Montesinos (Angel Perez)
- Doug Spinuzza (Louie Amante)
- Stephanie Venditto (Hélène Wainwright)
- Bonnie Root (ADA Alexandra Thomas)

- Apologize - OneRepublic
- Crestfallen - Smashing Pumpkins
- Turn My Head - Live
- Snow (Hey Oh) - Red Hot Chili Peppers
- Last Christmas - Wham!

### Épisode 13:Spider
- États-Unis : 17 février 2008

- États-Unis : 9,57 millions de téléspectateurs[13] (première diffusion)

- Emilee Wallace (Tamyra Borden)
- Brianne Davis (Lindsay Port, 1998)
- Jamie Denbo (Lindsay Port, 2008)
- Bobby Soto (Miguel Mariposa, 1998)
- Sonia Maria Martin (Nora Mariposa, 1998)
- Sonia Segal (Nora Mariposa, 2008)
- Johnny Lewis (Truitt "Spider" Leland, 1998)
- Jilon Ghai (Truitt "Spider" Leland, 2008)
- Jeffrey Combs (Sly Borden)
- Javier Estrella (Eduardo Mariposa)
- Jacob Fishel (Elliot Léopold)
- Mandy Freund (Kate Carley)
- Diana Scarwid (Rayanne Leland)
- Dondre T. Whitfield (Jarrod Jones)

- Tonight, Tonight - Smashing Pumpkins
- I'm Gonna Change - Starboard Green
- Sleep To Dream - Fiona Apple
- Moby Octopad - Yo La Tengo
- Dumb Fun - Versus
- Greedy Fly - Bush
- Someday - Sugar Ray

### Épisode 14:Le Monde du silence
- États-Unis : 30 mars 2008

- États-Unis : 9,80 millions de téléspectateurs[14] (première diffusion)

- Ryan Lane (Andrew "Andy" Rierdan)
- Lilli Birdsell (Vivian Harden)
- Michael Davis (IV) (Carlos Ramirez)
- Colleen Foy (Emma Walker)
- Bob Hiltermann (Ed Rierdan)
- Shoshannah Stern (Leah O'Rafferty)

- Look After You - The Fray
- Look What You've Done - Jet
- Gravity - John Mayer
- Talk - Coldplay
- SOS - Rihanna

### Épisode 15:Sur la route
- États-Unis : 6 avril 2008

- États-Unis : 11,93 millions de téléspectateurs[15] (première diffusion)

- Jeff Hephner (David Nelson)
- Kathleen Munroe (Brenda MacDowell)
- Field Cate (John Smith, 1983)
- Damon Herriman (John Smith)
- Annie Abrams (Monica, 2004)
- Kevin Cooney (Sherif Ted Huffard)
- Eileen Grubba (Colleen)
- Sunil Malhotra (Cocky Dude, 2007)
- Jonathan Strait (le mari de Colleen)
- Jayne Taini (Dotty Phillips)

- Come Home- OneRepublic
- Red Thread - Lisa Germano
- Bands 2 - Absinthe Blind
- Somewhere Over The Rainbow - Israel Kamakawiwo'ole
- Crazy - Gnarls Barkley
- Umbrella - Rihanna

### Épisode 16:Mauvaise réputation
- États-Unis : 13 avril 2008

- États-Unis : 9,43 millions de téléspectateurs[16] (première diffusion)

- John Pyper-Ferguson (Peter "Pistol Pete" Doyle)
- Gregory Mikurak (Peter "Petey" Murphy, 1997)
- Paul Wesley (Peter "Pete" Murphy, 2008)
- Bobby Cannavale (Eddie Saccardo)
- Rob Nagle (Bernie Murphy)
- Gigi Rice (Julia "Jules" Murphy)
- Maury Sterling (Tommy Connell)

- Recovering the Satellites - Counting Crows
- Cumbersome - Seven Mary Three
- Swallowed - Bush
- Everything to Everyone - Everclear
- Bad Reputation - Freedy Johnston
- Santa Monica - Everclear

### Épisode 17:À la folie
- États-Unis /  Canada : 27 avril 2008

- États-Unis : 11,61 millions de téléspectateurs[17] (première diffusion)
- Canada : 1,04 million de téléspectateurs[18]

- Emily Rose (Nancy Patterson)
- Keith Coulouris (Daniel Patterson, 1962)
- Ronny Cox (Daniel Patterson, 2008)
- Kaleigh Kennedy (Rachel Patterson, 1962)
- Frances Fisher (Rachel Patterson, 2008)
- Lenne Klingaman (Annette Hicks, 1962)
- June Squibb (Annette Hicks, 2008)
- Tom Costello (Bruce Davies, 1962)
- Michael Ensign (Bruce Davies, 2008)
- Cate Cohen (Edna Hitchford, 1962)
- Jane A. Johnston (Edna Hitchford, 2008)
- Brea Grant (Liza West)
- Kevin Linehan (Jimmy)
- Trisha Mann (Belle)
- John Sloman (Hal)

- The End of the World - Brenda Lee
- All Alone Am I - Brenda Lee
- You Belong to Me - The Duprees
- Devil or Angel - Bobby Vee
- Crazy - Patsy Cline

### Épisode 18:Berceau de cendres
- États-Unis /  Canada : 4 mai 2008

- États-Unis : 11,56 millions de téléspectateurs[19] (première diffusion)
- Canada : 1,61 million de téléspectateurs[20]

- Nicholle Tom (Priscilla Chapin)
- Mark Pinter (Hayden Chapin)
- Deborah Strang (Julia Chapin)
- Ridge Perkett (Max Chapin / Isaac Rabinski)
- Molly Hagan (Lois Rabinski)
- John Prosky (Dr. Thomas Rabinski)
- Sufe Bradshaw (Chantelle Legros)
- Alex Feldman (Ellis Ward)
- Erik Van Wyck (James McElroy)
- Julio Oscar Mechoso (Victor Martinez)
- Chandler Parker (Franklin Palmer)
- Doug Spinuzza (Démineur Louie)
- Brad Surosky (Matt le Boss)
- Teddy Lane Jr (Pompier #1)

- Far Away - Nickelback
- Stay or Leave - Dave Matthews
- Bedshaped - Keane
- Modern World - Wolf Parade
- I Am an Island - The Good Life
- Better Days - Goo Goo Dolls